# Skarrildhus
Clasonsborg (nu Skarrildhus) er en skovbrugsejendom (i 1995 omfattende 300 hektar) og kursuscenter ved Karstoft Å i Skarrild Sogn (tidligere Hammerum Herred) omtrent 20 kilometer syd for Herning. Bygningen omtales ofte fejlagtigt som en herregård, men har aldrig været en hovedgård med dertil hørende privilegier.
Clasonsborg blev anlagt af slesvigeren Nis Clason (1806-1881), som i 1839 fik kongelig bevilling på "at farve og apretere indenlandsk ulden Tricotage". Han oprettede her en spindefabrik, senere klædefabrik, der blev omdannet til pap- og papirfabrik i 1893.
Clason lod Karstoft Å stemme og for at få vandkraft til at trække maskinerne og vand til den egentlige produktion. I 1841 opnåede Clason ret til at kalde stedet Clasonsborg. I 1845 havde fabrikken 86 beskæftigede. I 1846 var det antal steget til 139 svarende til en fjerdedel af sognets indbyggere. I 1847 blev der behandlet 142.000 par strømper og vanter, hvoraf de 90.000 blev eksporteret.
I 1863 arbejdede 70 mand i døgndrift med fremstilling af klæde til den danske hær. Herefter gik det langsomt, men sikkert tilbage for klædefabrikken. 1893 overtog Janus Schmidt fabrikskomplekset og omdannede Clasonsborg til papirvarefabrik. Fabrikationen standsede  i 1913, hvor den blev overført til Bruunshåb.
Omkring 1920 blev fabriksbygningerne revet ned, og avlsgården solgtes fra i 1962. Den trefløjede hovedbygning i parken i nyklassicistisk stil er tegnet af Århus-arkitekten Axel Høeg-Hansen, opført 1918-19 for Frederik Lausen, direktør for Aarhus Oliefabrik, og genopført efter en brand i 1927.
Godsejer Lausen testamenterede Clasonsborgs hovedbygning til en forening eller institution med kulturelt eller samfundsmæssigt sigte. Men efter forgæves forsøg på et etablere sig i hovedbygningen måtte forskellige interessenter give op, og bygningen blev solgt til nedrivning.
Repræsentanter for Danmarks Lærerforening hørte dog om ejendommen, som blev købt i marts 1962 og omdøbt til Kursuscenter Skarrildhus. Den 17. maj året efter blev hovedbygningen indviet som kursusejendom for Danmarks Lærerforening.